# Maria Anna de Loor
Maria Anna de Loor, född 1807, död 1854, var en nederländsk sångare.
Hon var harpist och konsertsångerska. Hon gjorde debut 1818 som harpist och åtnjöt stor framgång under sina framträdanden i Nederländerna. 1825 gjorde hon debut som vokalist och deltog i en rad bejublade framträdanden i Amsterdam. Mellan 1826 och 1844 företog hon framgångsrika turnéer i Europa. 